# .338 Lapua Magnum

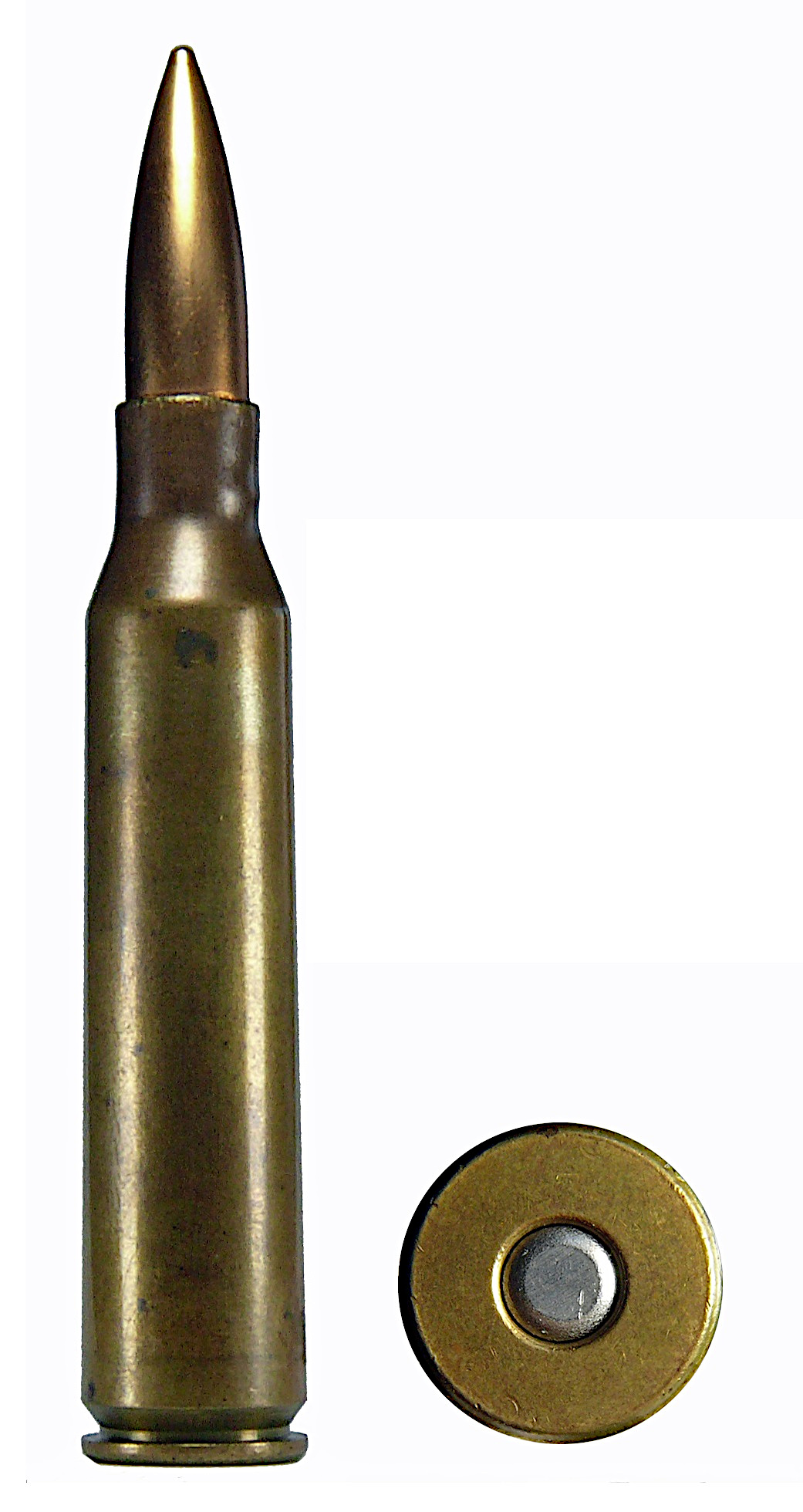
O cartucho .338 Lapua Magnum.

O cartucho .338 Lapua Magnum (8,6×70mm ou 8,58×70mm), é um cartucho de fogo central magnum, para rifle sem aro em forma de "garrafa", que foi desenvolvido durante a década de 1980 como um cartucho de alta potência e longo alcance para snipers. Foi usado na Guerra do Afeganistão e na Guerra do Iraque. Como resultado disso, ele se tornou mais amplamente disponível. O cartucho carregado tem 14,93 mm (0,588 pol.) de diâmetro (aro) e 93,5 mm (3,68 pol.) de comprimento. Ele pode penetrar em coletes à prova de balas militares mais facilmente em alcances padrão de até 1.000 metros (1.090 jardas) e tem um alcance efetivo máximo de cerca de 1.750 metros (1.910 jardas) segundo o padrão C.I.P. de munição nas condições do nível do mar. A velocidade de saída depende do comprimento do cano, profundidade de assentamento da bala e carga de pólvora, e varia de 880 a 915 m/s (2.890 a 3.000 pés/s) para cargas comerciais com balas de 16,2 gramas (250 gr), o que corresponde a cerca de 6.525 J (4.813 ft-lbf) de energia na boca do cano.
Os militares britânicos distribuiram cartuchos .338 Lapua Magnum com sobrepressão, com comprimento total de 91,4 mm (3,60 pol.), carregados com balas LockBase B408 de muito-baixo arrasto de 16,2 gramas (250 gr) disparadas a 936 m/s (3.071 pés/s) de velocidade. Esta bala, disparada de um rifle de longo alcance L115A3, foi usada em novembro de 2009 pelo atirador britânico Corporal of Horse (CoH) Craig Harrison para estabelecer o novo Recorde de distância de abate em tiros de Sniper confirmada em combate, a um alcance de 2.475 m ( 2.707 jardas). Em relatórios, o CoH Harrison menciona que as condições ambientais em Musa Qala eram perfeitas para tiro de longo alcance: sem vento, clima ameno, visibilidade clara.
Além de seu papel militar, o .338 Lapua Magnum é cada vez mais usado por caçadores e entusiastas civis de tiro de longa distância. O .338 Lapua Magnum é capaz de abater qualquer animal de caça, embora sua adequação para alguns animais perigosos (búfalo do cabo, hipopótamo, rinoceronte branco e elefante) seja discutível, a menos que seja acompanhado por um calibre "reserva" maior: "Há uma enorme diferença entre os calibres que matam um elefante e aqueles que podem ser usados para pará-lo". Na Namíbia, o .338 Lapua Magnum é legal para caçar os Big Five da África se as cargas forem ≥ 5.400 J (3.983 ft-lbf) de energia na boca do cano.